# Bitolski kongres
Bitolski kongres (alb. Kongresi i Manastirit) je bila znanstvena konferencija koja se održala u makedonskom gradu Bitoli (onda je nosio ime Manastir) od 14. do 22. studenoga 1908. godine.
Na tom je kongresu ustanovljena i standardizirana suvremena albanska abeceda. 22. je studenog danas spomendan među Albancima, "Dan abecede" (alb. Dita e Alfabetit). Prije ovog kongresa, albanski se jezik pisalo kombinacijom šest različitih abeceda uz mnoštvo podinačica.
Grad Bitola nije izabran slučajno. Tih je godina Bitola bila sjedištem bitolskog odnosno monastirskog elajeta u Osmanskom Carstvu. Nosila je epitet grada konzula zato što je u gradu djelovalo 12 konzularnih predstavništava od 1878. do 1913. Uz sve to koncem 19. stoljeća Bitola je bila drugi po veličini grad na južnom Balkanu, ispred je bio samo Solun.

## Odbor
Početkom kongresa zastupnici su izabrali odbor koji se je sastojao od osmorice članova koji su organizirali debate među zastupnicima te ine projekte na kongresu. Gjergj Fishta je bio predsjedatelj tog odbora a Mit'hat Frashëri bio je dopredsjedatelj. Luigj Gurakuqi je bio tajnikom. Ostalih petorica članova bili su Bajo Topulli, Ndre Mjeda, Shahin Kolonja, Gjergj Qiriazi i Sotir Peçi. Mit'hat Frashëri je također izabran za predsjedatelja kongresa. Na ovom su kongresu vidjeli se znaci davanja prava albanskim ženama: jedna je žena bila visokom dužnosnicom na ovom kongresu. Bila je to Parashqevi Qiriazi koja je bila predsjedateljicom odbora za abecedu, koji je bio odgovoran za organiziranje raznih abecednih prijedloga.